# Madone Campori
La Madone Campori est un tableau réalisé par le peintre italien Le Corrège vers 1517-1518. De format vertical, cette huile sur panneau est une Vierge à l'Enfant qui représente Marie regardant l'Enfant Jésus allongé sur ses cuisses et qui tend une main vers son visage. L'œuvre est conservée depuis 1894 à la Galleria Estense de Modène, en Émilie-Romagne.